# Angelina Mango
Angelina Mango (* 10. dubna 2001 Maratea) je italská zpěvačka a skladatelka. Do povědomí veřejnosti se dostala poté, co se její dva singly „Ci pensiamo domani“ a „Che t'o dico a fa“ dostaly na vrchol italského žebříčku v roce 2023. Předtím vydala své druhé EP Voglia di vivere, které se dostalo na druhé místo žebříčku. V roce 2023 se zúčastnila dvacátého druhého ročníku talentové soutěže Amici di Maria De Filippi, kde skončila celkově druhá, pěveckou kategorii ale vyhrála.
V únoru 2024 vyhrála Sanremo Music Festival s písní „La noia“ a reprezentovala Itálii na Eurovision Song Contest 2024, kde skončila na 7. místě.

## Život
Angelina se narodila 10. dubna 2001 v italském městě Maratea. Jejími rodiči jsou italští zpěváci Laura Valente a Giuseppe Mango. Vyrůstala ve městě Lagonegro se starším bratrem Filippem. V mládí se naučila zpívat a hrát na klavír a kytaru.
V září 2014 Angelina nastoupila na Liceo scienceo, studia ale přerušila poté, co její otec 8. prosince 2014 zemřel. V roce 2016 se s rodinou přestěhovala do Milána, kde pokračovala ve studiu a začala zpívat v kapele, kde působil jako bubeník i její bratr.

## Kariéra

### 2020–2021:Monolocale
13. listopadu 2020 vydala svůj první singl „Va tutto bene“, který předcházel vydání debutového EP Monolocale. V roce 2021 vystoupila na koncertech, které pořádali Giovanni Caccamo a Michele Placido. Přihlásila se také do Sanremo Giovani s písní „La tua buona colazione“, do finále ale nebyla vybrána.

### 2022–2023:Amicia EPVoglia di vivere
Poté, co podepsala smlouvu se Sony Music a začala psát nové písně společně s producentem Enrico Brunim, se v roce 2022 zúčastnila Concerto del Primo Maggio a hudební soutěže Musica da bere, kde vyhrála Live Award. Vydala také nové singly, například „Formica“, „Walkman“ nebo „Rituali“. V září 2022 byla hostem programu Via dei Matti nº0 na Rai 3.
V listopadu 2022 byla Angelina oznámena jako jedna ze soutěžících 22. ročníku hudební talentové show vysílané na Canale 5 Amici di Maria De Filippi. Celkově skončila na druhém místě, ale pěveckou kategorii vyhrála. V prosinci vystoupila na koncertě zpěvačky Elise v Parco della Musica v Římě a vystoupila na koncertě Capodanno in musica. Během své účasti v Amici vydala singly „Voglia di vivere“ a „Mani vuote“.
12. května 2023 vydala singl „Ci pensiamo domani“ a o týden později nové EP Voglia di vivere. „Ci pensiamo domani“ se v pěveckém žebříčku dostalo do nejlepší desítky a prodáno bylo přes 300 tisíc kopií. EP se dostalo na druhé místo žebříčku a prodáno bylo přes 25 tisíc kopií.
V červnu a červenci 2023 se zúčastnila několika festivalů, například Battiti Live a TIM Summer Hits. 6. října 2023 vydala singl „Che t'o dico a fa“, který se dostal na druhé místo italského žebříčku.

### 2024: Sanremo a Eurovision Song Contest

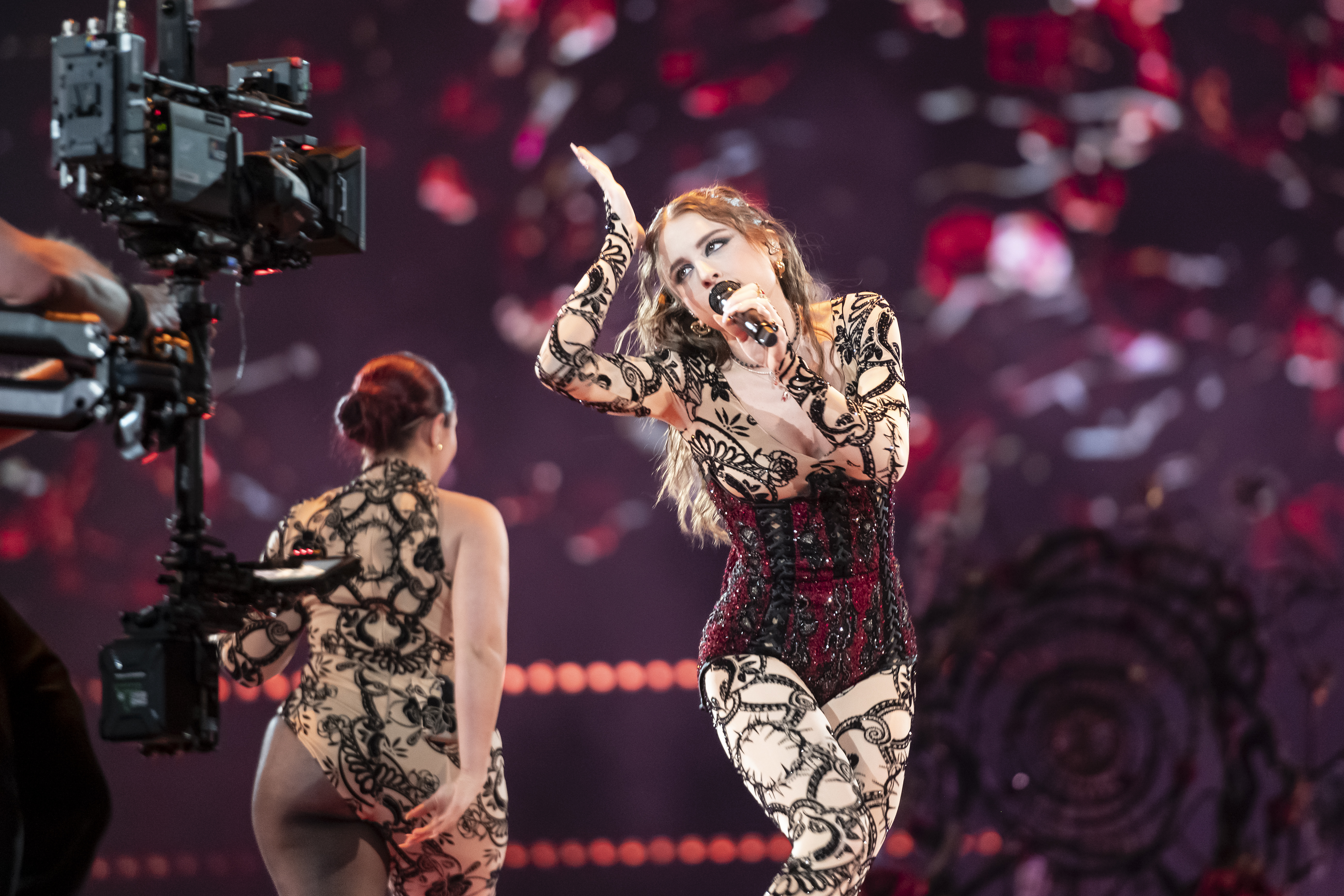
Angelina Mango během generální zkoušky na Eurovision Song Contest 2024

Angelina se zúčastnila festivalu Sanremo, který ovládla s písní „La noia“. Následující ráno po vítězství potvrdila, že bude reprezentovat Itálii na Eurovision Song Contest 2024. Ve finále konaném 11. května získala 268 bodů a skončila na 7. místě.

## Diskografie

### EP
- 2020: Monolocale
- 2023: Voglia di vivere

### Singly
- 2022: „Formica“
- 2022: „Walkman“
- 2022: „Rituali“
- 2023: „Voglia di vivere“
- 2023: „Mani vuote“
- 2023: „Ci pensiamo domani“
- 2023: „Che t'o dico a fa'“
- 2023: „Fila indiana“
- 2024: „La noia“